# Awtandil
Awtandil (auch Avtandil oder Awthandil; georgisch ავთანდილი; russisch Автандил) ist ein männlicher Vorname, der insbesondere in Georgien und anderen Kaukasus-Staaten populär ist. Der Name ist altpersischen Ursprungs und bedeutet übersetzt in etwa „Herz des Vaterlands“. Awtandil ist auch der Name des Helden in Schota Rustawelis Nationalepos „Der Recke im Tigerfell“. 

## Bekannte Namensträger
- Awtandil Gogoberidse (1922–1980), georgisch-sowjetischer Fußballspieler und -trainer
- Avtandil Hacıyev (* 1981), aserbaidschanischer Fußballspieler
- Awtandil Koridse (1935–1966), georgisch-sowjetischer Ringer
- Awtandil Maisuradse (1955–2025), georgisch-sowjetischer Ringer